# Massacre del dia de Sant Bartomeu

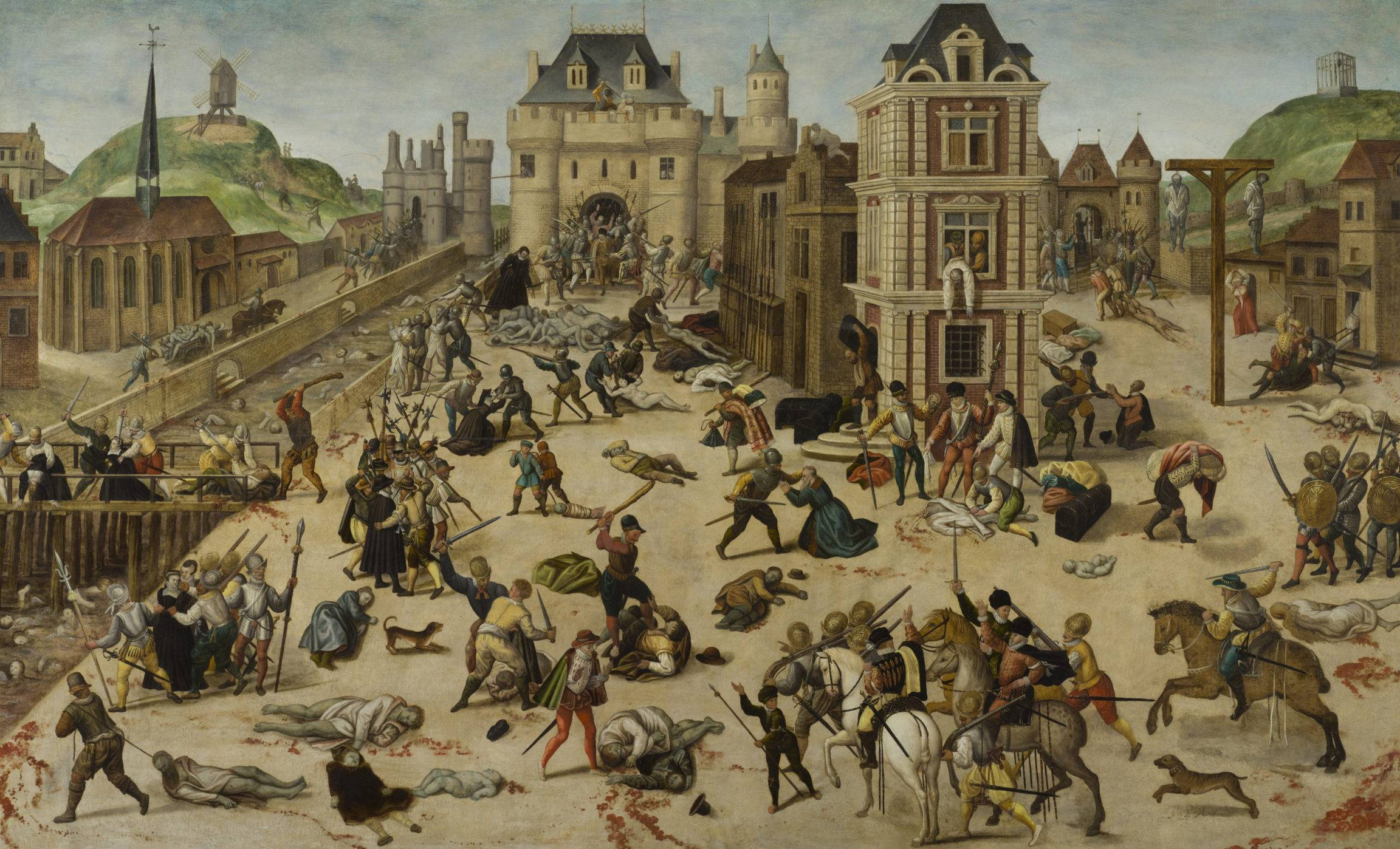
Representació de la Massacre del dia de Sant Bartomeu segons François Dubois, (Museu Cantonal de Belles Arts de Lausana)

La Massacre del dia de Sant Bartomeu (en francès: Massacre de la Saint-Barthélemy) fou l'assassinat en massa d'hugonots francesos durant les Guerres de religió de França del segle xvi. Els fets van començar el 24 d'agost de 1572 a la ciutat de París i es van estendre durant els mesos següents per tot França.

## Context

Territoris controlats per la noblesa hugonot i catòlica, i els territoris en disputa durant les guerres de religió (1562-1598)

La massacre de Sant Bartomeu, inscrita en el context general de les guerres de religió franceses, va ser precedida de diversos esdeveniments que són emprats pels historiadors per explicar-la: 
- La pau de Saint-Germain-en-Laye, que va posar fi a la tercera guerra religiosa el 8 d'agost de 1570.[3]
- El matrimoni d'Enric III de Navarra i Margarida de Valois el 18 d'agost de 1572.
- L'atemptat contra l'almirall Gaspard de Coligny el 23 d'agost de 1572

## Una pau i un matrimoni no acceptats
La Pau de Saint-Germain, que va posar fi a la tercera guerra de religió entre catòlics i protestants, va resultar molt precària, atès que els catòlics més intransigents no en van acceptar diversos termes, com el retorn del partit protestant a la cort i l'administració. Tant la reina mare Caterina de Mèdici com el seu fill Carles IX, disposats a fer concessions perquè no tornés a començar una guerra entre les dues faccions politicoreligioses, i conscients de les dificultats financeres del regne, van defensar els termes de la pau i van permetre que Gaspar de Coligny, líder dels protestants, formés part del consell reial.
Per a afermar la pau entre els dos partits religiosos Caterina de Mèdici va concertar el matrimoni de la seva filla Margarida de Valois, catòlica de naixement, amb el príncep protestant Enric III de Navarra, futur rei de França amb el nom d'Enric IV. Les noces, previstes per al 18 d'agost de 1572, no van ser acceptades ni pel papa Pius V ni pel seu successor, Gregori XIII, en funcions en el moment en el qual es va produir la matança. Així mateix, el rei Felip II d'Espanya va condemnar de manera rotunda la política de la reina mare.

## Una ciutat en tensió
Les noces van propiciar a París la presència d'un gran nombre de nobles protestants, que acudiren en suport del príncep. París va ser en aquell moment una ciutat decididament contrària als hugonots; els catòlics més extremistes no acceptaven de bon grat la presència dels protestants. Els predicadors catòlics, caputxins principalment, van fer palès el seu rebuig frontal cap al matrimoni d'una princesa de França amb un protestant, i fins i tot el Parlament de París va decidir mostrar el seu malestar per aquest matrimoni. Les protestes del poble es van fer evidents i es van accentuar davant el malbaratament de despeses i luxes que aquest matrimoni va comportar.
Amb una cort en tensió, Caterina de Mèdici no va assolir obtenir el permís del papa per a aquest matrimoni excepcional, fet que va provocar el dubte dels prelats francesos, que no sabien quina actitud prendre. La reina mare va posar en joc totes les seves estratègies a fi de convèncer el cardenal Carles de Borbó, germà d'Antoni de Borbó i del príncep de Condé Lluís I de Borbó, perquè oficiés el casament. La rivalitat latent entre els dos bàndols religiosos va reaparèixer. La Casa de Guisa, una de les principals faccions catòliques franceses juntament amb els Valois, no estava disposada a cedir el seu lloc a la casa de Montmorency. Francesc de Montmorency, duc de Montmorency i governador de París, no va aconseguir controlar les revoltes urbanes i, mirant d'eludir els problemes que s'apropaven, va preferir abandonar la ciutat uns dies després que se celebrés el matrimoni.

## La temptativa d'assassinat de Coligny

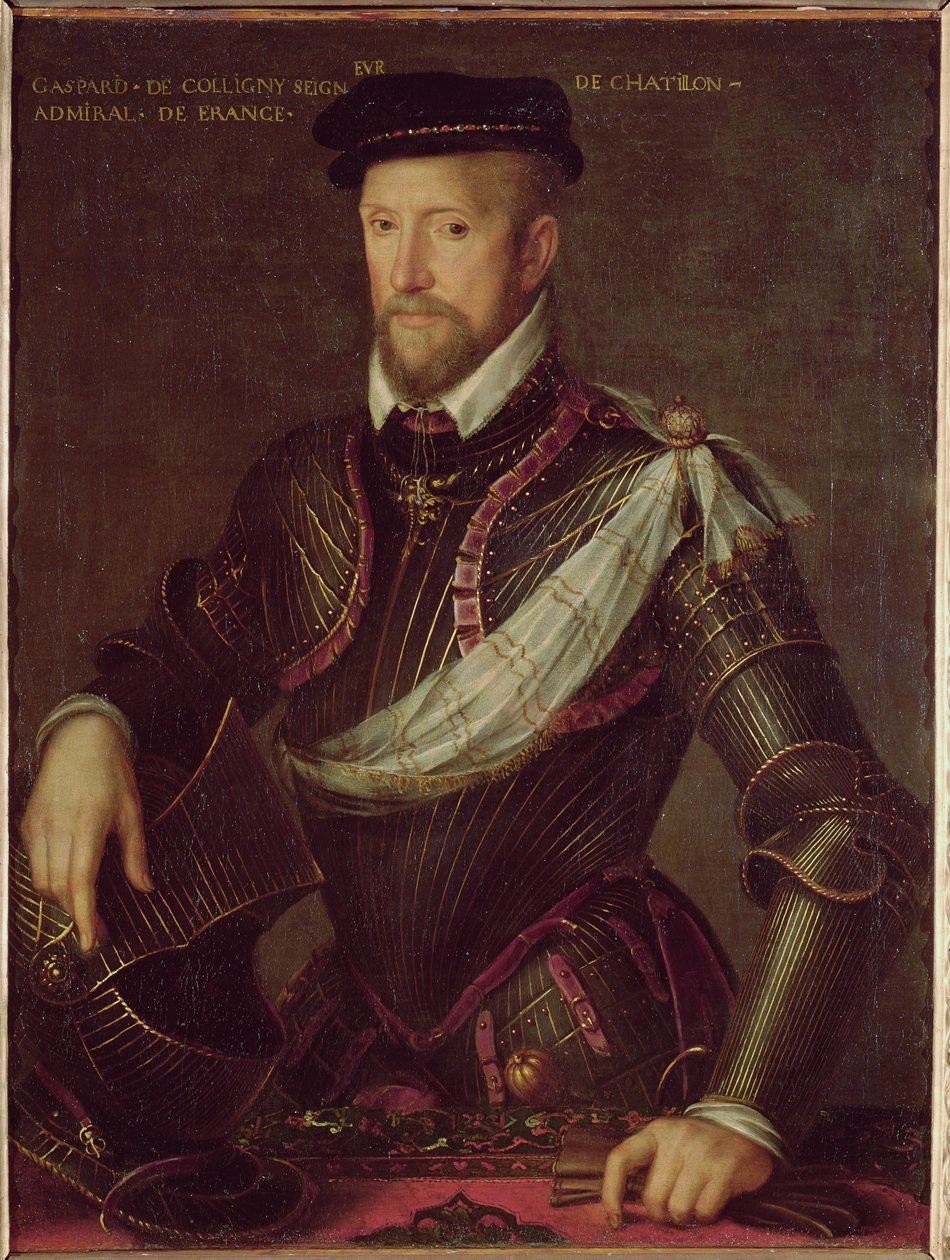
Imatge de Gaspard de Coligny, líder dels protestants

El 22 d'agost es porta a terme un atemptat contra l'almirall Gaspard de Coligny. No s'ha sabut amb certesa qui el va planificar, però alguns autors destaquen tres possibles responsables directes: 
- La Casa de Guisa: el cardenal Carles de Lorena, el duc Enric I de Guisa i Carles II d'Aumale són els sospitosos més probables. Eren dirigents del partit catòlic i volien venjar l'assassinat de Francesc de Guisa, que, segons ells, havia estat ordenat per Coligny deu anys abans.

- Fernando Álvarez de Toledo, duc d'Alba i governador dels Països Baixos en representació de Felip II d'Espanya: Coligny projectava un atac a aquest país amb la finalitat d'alliberar-lo del jou espanyol. Durant l'estiu Coligny va enviar, clandestinament, un gran nombre de tropes a socórrer els protestants de Mons, ciutat assetjada pel duc d'Alba. Coligny esperava poder iniciar després del casament la guerra contra Espanya, per la qual cosa l'almirall Coligny constituïa per al duc d'Alba una amenaça real.

- Caterina de Mèdici: pel que sembla Coligny exercia una gran influència sobre Carles IX de França, per la qual cosa la reina mare el temia. No obstant això, és difícil creure en la seva culpabilitat, tenint en compte els esforços que va fer en favor de la pau i la tranquil·litat de l'Estat. Si ella no va ser la inductora de l'atemptat, va estar al corrent del que els Guisa i els espanyols preparaven?

## La nit de Sant Bartomeu

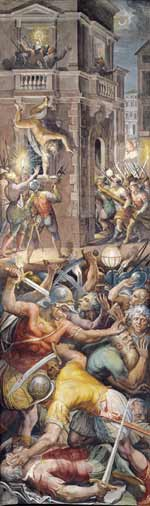
La massacre de Sant Bartomeu, pintat per Giorgio Vasari (1572-1573)

L'intent d'assassinat de Coligny és el desencadenant de la crisi que va desembocar en la massacre. L'almirall Coligny era el líder del partit dels hugonots, un home summament respectat. Conscient del perill protestant, el rei es va entrevistar amb Coligny per assegurar-li empara. Alhora que la reina mare sopava els protestants van acudir a demanar justícia, i aquesta mateixa nit Caterina de Mèdici va mantenir una reunió al Palau de les Teuleries amb els seus consellers italians i el baró de Retz.
La nit del 23 d'agost Caterina s'entrevistà amb el rei i el feu partícip del complot que es preparava. Carles IX decidí eliminar tots els capitosts protestants, exceptuant-ne, però, Enric de Navarra i el príncep de Condé. Poc després es van convocar a Palau les autoritats municipals de París, on se'ls va ordenar tancar totes les portes de la ciutat i proporcionar armes als burgesos a fi de prevenir qualsevol temptativa de revolta. És difícil encara determinar la cronologia dels fets i conèixer el moment exacte en el qual va començar la massacre. Sembla que va ser un senyal donat per les campanades de matines des de l'església de Saint-Germain-l'Auxerrois, pròxima al Louvre i parròquia dels reis de França. Immediatament, els nobles protestants van ser expulsats del palau del Louvre i massacrats als mateixos carrers. L'almirall Coligny va ser tret per la força del llit i llançat al carrer per una finestra de palau. Ja de matinada, el poble va començar a perseguir la resta de protestants per tota la ciutat. La massacre va continuar durant diversos dies malgrat les temptatives del rei per detenir-la. El filòsof Petrus Ramus va ser mort en aquesta persecució violenta contra els protestants, així com els nobles Armand de Clermont de Piles i Saint-Jean-d'Angely.

## Interpretació
La conclusió del que va passar es dirimeix entre les causes i la responsabilitat de la massacre.
- La interpretació tradicional, sostinguda per Janine Garrison, és que Caterina de Mèdici i els seus consellers catòlics van ser els principals responsables de la massacre. Ells haurien forçat a Carles IX, un rei molt dubitatiu, a prendre una decisió que es va demostrar equivocada.
- Segons opinió de Denis Crouzet, Carles IX de França temia una insurrecció protestant que hauria tractat de sufocar per a defensar el seu poder. La responsabilitat del que va succeir recau, per tant, sobre Carles IX i no sobre Caterina de Mèdici.
- I, segons Jean-Luis Bourgeon, van ser els ciutadans de París, profundament antihugonots, els veritables responsables de la matança. Els Guisa, molt populars entre el poble, van aprofitar aquesta situació per a pressionar tant el rei com la reina, i Carles IX hauria provocat aquest amotinament obligat pels Guisa, la burgesia i el mateix poble.

## El dia de Sant Bartomeu
Fos com fos, la nit de Sant Bartomeu va resultar profitosa per a alguns. El 26 d'agost el rei, en una sessió solemne de les Corts, els va encolomar la responsabilitat de la massacre. Va declarar que ell pretenia 
| «                     | prevenir l'execució d'una detestable i desgraciada conspiració tramada per aquest almirall [Gaspard de Coligny], que n'era el cap i autor, i dels seus seguidors i còmplices contra el rei i el seu Estat, la reina, la seva mare, MM. els seus germans, el rei de Navarra i tants prínceps i nobles com estiguessin al seu costat. | » |
| — Carles IX de França | |   |

De totes maneres, a les capitals de província es va secundar la massacre, continuant els assassinats el dia 25 d'agost a Orleans i Meaux, el 26 a Charité-sur-Loire, el 28 i 29 a Angers i Saumur, el 31 d'agost a Lió, l'11 de setembre a Bourges, el 3 d'octubre a Bordeus, etc. En total el nombre de morts s'estima en uns 2.000 a la ciutat de París i entre 5.000 i 10.000 a la resta de França. Entre els assassinats s'hi compta el cèlebre músic Claude Goudimel, que fou llançat al riu Roine.

## Conseqüències
El moviment polític hugonot va quedar paralitzat per la pèrdua de molts dels seus destacats líders aristocràtics, així com per moltes reconversions de base, però els que quedaven es van radicalitzar cada cop més. Tot i que en cap cas únic, va ser el pitjor de les massacres religioses del segle. A tot Europa, va imprimir a les ments protestants la convicció indeleble que el catolicisme era una religió cruenta i traïdora.
El papa Gregori XIII, quan va saber la notícia, va organitzar un solemne Te Deum a la basílica de Sant Pere del Vaticà. Felip II d'Espanya va demostrar la seva satisfacció i Isabel I d'Anglaterra es va negar a rebre l'ambaixador francès fins que va acceptar la tesi del complot.